# Velhovesi
Velhovesi är en fjärd i Finland. Den ligger i kommunen Nystad i landskapet Egentliga Finland, i den sydvästra delen av landet, 210 km väster om huvudstaden Helsingfors.
Velhovesi ligger mellan Karhunluoto i norr och fastlandet i söder. Ån Sirppujoki utmynnar i Velhovesi.